# دييغو رولان
دييغو أليخاندرو رولان سيلفا (بالإسبانية: Diego Alejandro Rolán Silva) وهو لاعب كرة قدم أورغواياني في مركز الهجوم ولد في يوم 24 مارس 1993 في مدينة مونتيفيديو عاصمة الأوروغواي، يلعب حالياً مع نادي بيراميدز في مصر وسبق له اللعب مع نادي ديفينسور سبورتينغ في الأوروغواي، كما لعب مع منتخب الأورغواي لكرة القدم ويبلغ طوله 176 سم. يلعب حاليا لنادي بيراميدز

## روابط خارجية
- دييغو رولان على موقع الاتحاد الدولي (مؤرشف)  (الإنجليزية)
- دييغو رولان على موقع إي إس بي إن إف سي (الإنجليزية)
- دييغو رولان على موقع قاعدة بيانات كرة القدم.إي يو (الإنجليزية)
- دييغو رولان على موقع ليكيب (الفرنسية)
- دييغو رولان على موقع ناشيونال فوتبول تيمز (الإنجليزية)
- دييغو رولان على موقع Soccerbase.com (لاعب) (الإنجليزية)
- دييغو رولان على موقع Soccerway.com (الإنجليزية)
- دييغو رولان على موقع عالم كرة القدم.نت (الإنجليزية)
- دييغو رولان على موقع AS.com (الإسبانية)